# Phalaenostola citima
Phalaenostola citima là một loài bướm đêm trong họ Noctuidae.